# Quintuplo
Quintuplo – nazwa pięciodukatowej złotej  włoskiej monety bitej w Neapolu pod koniec XV wieku.